# Chen Pokong
Chen Pokong (chinois traditionnel : 陳破空) ou Jinsong Chen (chinois : 陳勁松) est un chroniqueur, analyste, auteur et youtuber politique américain d'orgine chinoise, né le 20 décembre 1963. Depuis la fin des années 1990, il exerce une influence importante aux États-Unis en tant que commentateur et auteur sur la Chine. De 2020 à 2023, il fait l'objet d'une campagne de dénigrement autorisée par le parti communiste chinois.

## Biographie
En Chine, Chen a travaillé comme professeur adjoint à l'université Sun-Yat-sen à Canton. Il a joué un rôle important pendant un mouvement pro-démocratie en Chine en 1989, ce qui lui a valu l'emprisonnement puis l'exil vers les États-Unis. Ensuite, Chen a été invité par l'Université Columbia comme érudit en visite en 1996. Il a plus tard obtenu un diplôme universitaire de la School of International and Public Affairs de l'Université Columbia.
Chen analyse la vie politique chinoise à Radio Free Asia depuis 1997. Pendant au moins une décennie, il a régulièrement participé à l'émission hebdomadaire Pros and Cons de Voice of America.
En 2009, il a été invité à visiter Dharamsala en Inde, où il a échangé avec le dalaï-lama en exil. Il a été invité à visiter Taïwan, où il a rencontré le président Tsai Ing-wen en 2010 et 2019. Chen a régulièrement exprimé son soutien envers la démocratie. Selon Chen, ce n'est pas la Chine qui menace la démocratie, mais le Parti communiste chinois.
Dans les années 2020, Chen est un participant en vue de zi meiti, une campagne médiatique soutenue par ses membres seulement, qui a pris une certaine ampleur à partir de 2017 parmi les Chinois dissidents (en). Cette campagne a permis la publication en ligne de différents messages sur différentes plateformes. Sur YouTube, Chen a au-delà de 400 000 abonnés en 2022.
Dans une étude publiée en 2020 par l'Australian Strategic Policy Institute (ASPI), des journalistes et des analystes d'origine chinoises, dont Chen Pokong, ont fait l'objet sur Twitter d'une campagne d'information en continu, coordonnée et à grande échelle supervisée par le réseau surnommé « Spamouflage » ou « Dragonbridge » affilié au parti communiste chinois. Cette campagne se poursuit en 2023. Le réseau recourt à des faux-nez Twitter pour harceler des journalistes et des analystes, tout en les menaçant de violences physiques et en répandant des insultes racistes à leur égard. Ces comptes les accusent régulièrement d'agir en traîtres envers la Chine,.